# Diastematická notace
Diastematická notace (z řeckého výrazu διάστημα – prostor, mezera, v hudbě pak „interval“) je jeden z nejstarších způsobů grafického záznamu hudební myšlenky pomocí intervalová notace. 

## Dějiny
První náznaky vedení melodické linie najdeme už v laonské (adiastematické) notaci, v níž jsou neumy uspořádány podle přibližné tónové výšky. 
Na přelomu 9. a 10. století, kdy se vyvíjí gregoriánský chorál, vzniká zcela nový prvek v dosavadním způsobu chorální kodifikace – notová linka. Objevitelem tohoto způsobu notace byl Guido z Arezza (pracoval také s rozvojem počtů notových linek a jejich barvou) a jeho objev (společně s vytvořením solmizace a používáním notových klíčů „c“ a „f“) začal postupně měnit celé hudební myšlení. 
Pro rozvoj hudby samotné to znamenalo významný krok směrem k moderní notaci, kterou používáme dodnes, avšak pro gregoriánský chorál to byla předzvěst dekadence původní chorální praxe. Úpadek byl spatřován především v oblasti deklamační. Od této chvíle přestává být chorál vnímán jako nositel prvku řeči, nýbrž začíná být vnímán jako hudba.
Přesným zápisem neum na notovou čáru také postupně mizí neumové znaky tak důležité pro interpretaci, která se pomalu vzdaluje originálu. Začínají se také vyvíjet noty, jimž ovšem chybí zachycení plynulosti a výraz řeči neum.